# سیارک ۱۴۶۹۶
سیارک ۱۴۶۹۶ (به انگلیسی: 14696 Lindawilliams، نامگذاری:2000AW203) چهارده هزار و ششصد و نود و ششمین سیارک کشف شده‌است که در ۱۰ ژانویه ۲۰۰۰ کشف شد.
قدر مطلق سیارک برابر ۱۹.۵ است.